# Fitzroy Point
Der Fitzroy Point (in Argentinien und Chile Cabo Fitz Roy) ist eine Landspitze, die den nordöstlichen Ausläufer der westantarktischen Joinville-Insel bildet. Sie liegt auf der Ostseite der Fliess Bay.
Der britische Polarforscher James Clark Ross entdeckte sie am 30. Dezember 1842 im Zuge seiner Antarktisexpedition (1839–1843). Ross benannte sie als Cape Fitzroy nach dem britischen Hydrographen und Meteorologen Robert FitzRoy (1805–1865). Nach Vermessungen durch den Falkland Islands Dependencies Survey im Dezember 1953 nahm das UK Antarctic Place-Names Committee am 4. September 1957 eine Anpassung der Benennung vor.